# Serenata Guayanesa
Serenata Guayanesa es un género y a su vez es un cuarteto vocal (con arreglos contrapuntísticos) e instrumental de música típica y folclórica venezolana.

## Inicios del grupo
En junio de 1971, los músicos Hernán Gamboa (tenor y primer cuatrista), Iván Pérez Rossi (barítono ligero y segundo cuatrista), César Pérez Rossi (barítono y percusionista) y el bolivarense Mauricio Castro Rodríguez (contratenor y percusionista); que ya tenían experiencia integrando agrupaciones vocales y corales (como el Orfeón de la Universidad de Los Andes) se encontraban cantando de manera informal con algunas amistades en la casa del, entonces, gobernador del estado Bolívar Manuel Guarrido. Éste, entusiasmado, les pidió que grabaran un disco de larga duración (LP) con música típica de la región guayanesa. Ellos aceptaron la propuesta y decidieron grabarlo con un conjunto de músicos del estado Bolívar encabezados por el veterano músico y compositor Carmito Gamboa (padre de Hernán Gamboa) junto a otros intérpretes de las mandolinas, violín, acordeón y cuatro venezolano (tocado por Hernán Gamboa) haciendo marco a las voces de los cuatro jóvenes intérpretes. El disco, grabado y producido en forma independiente en agosto del mismo año, fue titulado "Serenata Guayanesa" y se presentó en el marco de la Feria de la Zapoara, celebrada en Ciudad Bolívar en 1971.
Posiblemente, una muestra de este disco LP se hizo llegar al canal de televisión caraqueño "Cadena Venezolana de Televisión" (hoy, VTV) y los cuatro intérpretes se presentaron en un programa de variedades. A la pregunta del presentador, sobre el nombre del grupo, uno de ellos contestó que era el mismo del LP. Es un hecho curioso, pues cuando este grupo realizó su primer trabajo discográfico, aún carecían de nombre para la agrupación. De modo que el nombre de la agrupación nació como una necesaria formalidad para su presentación en un programa de televisión.

## Carrera discográfica

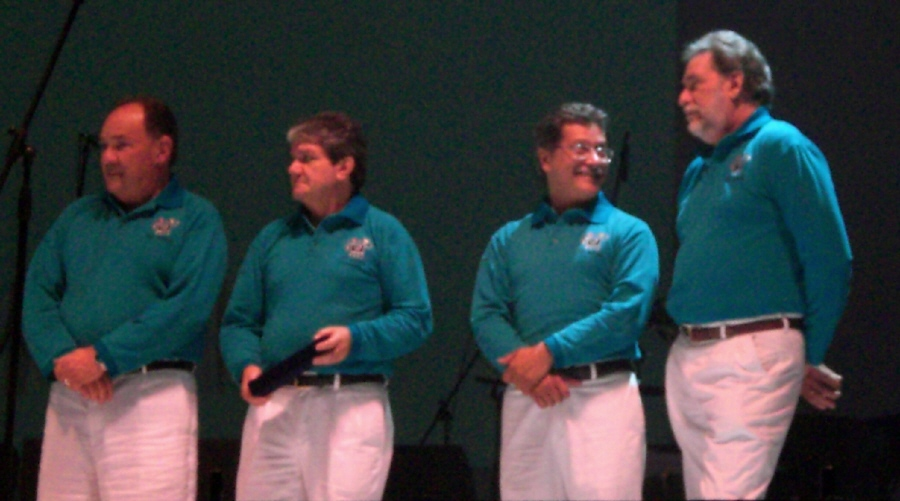
Serenata Guayanesa

Buscando dar el salto a la popularidad en la capital venezolana, los cuatro integrantes del nuevo grupo, grabaron una prueba de talento la cual les hizo valer su primer contrato en 1972 con la empresa "Palacio de la Música". Desde entonces y hasta el final de su contrato con dicha empresa, ésta decide editar sus LP bajo el respaldo del nombre y logo de la disquera británica "Decca-London" (aunque no eran artistas contratados por esta última). Así, aparece ese año en el mercado venezolano, su disco "Serenata Guayanesa" con un repertorio distinto al de su primera incursión en un estudio de grabación. Destacaron, en este LP, los temas "El Sapo" y el aguinaldo "Casta Paloma" del compositor bolivarense Alejandro Vargas, así como la primera composición de Iván Pérez Rossi (integrante), el aguinaldo "¿Donde está San Nicolás?", popularizada más tarde. Sin embargo, el verdadero inicio de su popularidad lo marcó el LP "Serenata Guayanesa Volumen 2" (1973), con los temas "Calypso del Callao" (compuesta por la "Sociedad de Amigos del Calypso de El Callao") y el ahora clásico tema de la Navidad venezolana "Aguinaldo Criollo" (de la letrista Isabel de Umérez y del músico Luis Morales Bance). También se destacan el pasaje "Fiesta en Elorza" del músico, compositor y cantante venezolano Eneas Perdomo, y, "El limonero", bambuco del Cantor de todos los tiempos, Armando Molero.
En 1978 el grupo decide presentar un LP de música navideña, hasta entonces desconocida en toda Venezuela. Este disco titulado "Serenata Guayanesa Volumen 5: Aguinaldos Populares Venezolanos" también fue exitoso por los temas "Corre Caballito" (de origen anónimo) y "El Furruquero" (compuesto por Iván Pérez Rossi). Destaca el hecho, de que solo los integrantes del grupo se acompañaron a sí mismos, usando los cantantes y percusionistas Mauricio Castro y César Pérez Rossi, instrumentos como el chineco y el furruco (vinculados a la música de Navidad).
En 1980 finaliza su contrato con "Palacio de la Música" y tras la publicación de un álbum bajo el sello "Disqueras Unidas" que incluía otro Calypso del Callao, "Easter Morning", son contratados posteriormente por la disquera de la Organización Cisneros Sonorodven, con la cual editan el LP "10 Años De Éxitos". Este LP fue formado con canciones previamente grabadas con su anterior sello y la única pieza nueva se tituló "Señor Gabán". Pero este contrato expira rápidamente y obtienen una nueva contratación con la empresa Sonográfica. En esta nueva etapa, el grupo se consolida como el principal grupo vocal y musical de venta de discos y como difusor reconocido del acervo musical popular venezolano. Después de su segundo disco navideño (y el primero con Sonográfica), conciben la idea de realizar un LP de música infantil venezolana. Este LP, titulado "Cantemos con los niños" fue concebido con canciones escritas para esta ocasión, poemas musicalizados y canciones folclóricas. El LP obtiene arrollador éxito, aún en el público adulto por los temas "La Pulga y el Piojo" y "Este Niño Don Simón" (este último de la autoría de Manuel Felipe Rugeles). Es curiosa la presencia de un tema, muy sentimental de nombre "En Mi Pueblo Había Un Río", en el cual se narra en forma de canción lo que pasó en un pueblo a causa de la desaparición de fauna y flora autóctona. Otro tema fue el poema musicalizado de Aquiles Nazoa "A la una".
Para 1983 la Gobernación de Estado Bolívar realiza un proyecto discográfico en homenaje al Libertador Simón Bolívar con un álbum doble titulado "Bolívar le canta a Bolívar", conteniendo canciones y fragmentos de discursos del propio Bolívar. Para los discursos fue reclutado el talento del actor de carácter y declamador Gustavo Rodríguez y en la parte musical tanto Serenata Guayanesa, como Hernán Gamboa (quien ya había dado sus primeros pasos como cuatrista solista, editando un par de discos bajo el sello Palacio, y empezaba a hacerlo también como cantante solista) y el ahora desaparecido artista plástico de fama internacional, Jesús Soto quien por primera vez en su trayectoria grababa su voz acompañándose con su guitarra. En fecha posterior, este álbum fue editado comercialmente  por la disquera "Sonográfica" en dos LP separados, bajo el nombre de "Bolivar en un canto". 
Desafortunadamente, después de producidos los dos álbumes se separó Hernán Gamboa, continuando su carrera en solitario. El grupo rápidamente incorpora el talento del médico pediatra, vocalista y cuatrista caraqueño Miguel Ángel Bosch.
Ya con la presencia de Bosch, el grupo graba en 1984 un segundo LP de música infantil ("Cantemos con los niños, volumen 2") que no logra el éxito del primero. Sin embargo, buscando reinvindicarse en su popularidad, el grupo graba un nuevo LP navideño titulado "Viene la parranda", en el que el grupo acepta tanto la colaboración de otros músicos, como el acompañar como artista invitado al destacado vocalista, cuatrista y violinista venezolano Gualberto Ibarreto. Dos años después, al celebrar su décimo quinto aniversario, el grupo presenta un nuevo trabajo titulado "Caribe Abajo" de música latinoamericana, alguna escrita para este LP y otra ya conocida. En este álbum cuenta con el apoyo de los músicos Rafael, Kenny y Carlos Arrieta (en la caja, guacharaca y acordeón, respectivamente) para la interpretación del tema de estilo vallenato "Mis Peroles" (compuesto por Iván Pérez Rossi), del cual fue el realizado el primer videoclip del grupo en un tono tan humorístico, como la letra de este número.
En 1991, el grupo graba su primer álbum editado en formato CD, titulado "Si la tierra, tierra fuera", el cual es el corte promocional del álbum, que se convierte en su segunda experiencia en el videoclip. El grupo enfrenta un nuevo reto en este álbum con la interpretación del pasodoble "Caracas Mi Ciudad" con el apoyo del trompetista Jorge Montenegro y el percusionista Antonio Cestari. La etapa con el sello Sonográfica, concluye con el primer álbum del grupo grabado en vivo durante una presentación en el "Teatro Teresa Carreño", en celebración de su vigesimoquinto aniversario. Este álbum doble titulado "Una Amistad de 25 Años" contó con la participación de destacados artistas nacionales como María Teresa Chacín y los exponentes de la gaita zuliana Ricardo Cepeda y Abdenago "Neguito" Borjas, entre otros. 
Después de esta etapa, Serenata Guayanesa se encarga de producir sus propias grabaciones, reeditando en ocasiones sus anteriores álbumes con Sonográfica en formato CD incluyendo temas grabados en otras épocas unidos a los más recientes. Para el año (2004) la agrupación edita el CD "Bolívar Todo Tropical".

## Reconocimiento como Patrimonio Cultural de Venezuela
El 21 de noviembre de 2011, salió publicada en Gaceta Oficial de la República Bolivariana de Venezuela N° 39.803 que la agrupación que cuenta con 40 años de formación es declarada Patrimonio Cultural bajo el decreto N° 8.608, donde se indicó que "la obra y trayectoria del grupo será objeto de preservación para las generaciones futuras y el Estado garantizará su más amplia difusión, conocimiento, reconocimiento y disfrute nacional e internacionalmente".